# North Benfleet
North Benfleet – wieś w Anglii, w hrabstwie Essex, w dystrykcie Basildon. Leży 19 km na południe od miasta Chelmsford i 47 km na wschód od Londynu. W 2001 miejscowość liczyła 1616 mieszkańców. W 1931 roku civil parish liczyła 560 mieszkańców.